# تأريخ بنظائر رصاص-رصاص
التأريخ بالرصاص-رصاص هي وسيلة من وسائل التأريخ الزمني للعينات الجيولوجية اعتماداً على التفاوت بين نسبة نظيري الرصاص.
يستخدم هذا الأسلوب على سبيل المثال من أجل تحديد عمر الأحجار النيزكية؛ وكذلك استخدمت لتحديد عمر كوكب الأرض.
اعتمد مبدأ التأريخ بنظائر الرصاص اعتماداً على المعادلات التالية:
{\displaystyle {\left({\frac {{\ce {^{207}Pb}}}{{\ce {^{204}Pb}}}}\right)_{P}}={\left({\frac {{\ce {^{207}Pb}}}{{\ce {^{204}Pb}}}}\right)_{I}}+{\left({\frac {{\ce {^{235}U}}}{{\ce {^{204}Pb}}}}\right)_{P}}{\left({e^{\lambda _{235}t}-1}\right)}}
{\displaystyle {\left({\frac {{\ce {^{206}Pb}}}{{\ce {^{204}Pb}}}}\right)_{P}}={\left({\frac {{\ce {^{206}Pb}}}{{\ce {^{204}Pb}}}}\right)_{I}}+{\left({\frac {{\ce {^{238}U}}}{{\ce {^{204}Pb}}}}\right)_{P}}{\left({e^{\lambda _{238}t}-1}\right)}}
حيث يشير P إلى الماضي و I إلى الحاضر؛ في حين أن 235λ و 238λ هي ثوابت اضمحلال 235U و 238U على الترتيب.
يمكن إعادة ترتيب المعادلة لتصبح على الشكل:
{\displaystyle \left[{\frac {\left({\frac {{\ce {^{207}Pb}}}{{\ce {^{204}Pb}}}}\right)_{P}-\left({\frac {{\ce {^{207}Pb}}}{{\ce {^{204}Pb}}}}\right)_{I}}{\left({\frac {{\ce {^{206}Pb}}}{{\ce {^{204}Pb}}}}\right)_{P}-\left({\frac {{\ce {^{206}Pb}}}{{\ce {^{204}Pb}}}}\right)_{I}}}\right]={\left({\frac {1}{137.88}}\right)}{\left({\frac {e^{\lambda _{235}t}-1}{e^{\lambda _{238}t}-1}}\right)}}